# 1947年11月28日月食
1947年11月28日月食为一次在协调世界时1947年11月28日出現的半影月食。該次月食半影食分為0.894、全影食分為-0.124。

## 概述
這次月食的食分是4.20。

## 基本參數
- 類型：半影月食
- 食甚資料：
  - 日期：1947年11月28日
  - 時間：8:34
  - 月球位置：赤經4.20度、赤緯22.2度
  - 食分：半影食分：0.894、全影食分：-0.124

## 外部連結
- NASA月食專頁（页面存档备份，存于）（英文）